# Unterbergscheid
Die Ortschaft Unterbergscheid mit etwa 120 Einwohnern ist ein Ortsteil der Gemeinde Lindlar, Oberbergischen Kreis im Regierungsbezirk Köln in Nordrhein-Westfalen (Deutschland). 

## Lage und Beschreibung
Unterbergscheid liegt im westlichen Lindlar, östlich von Schmitzhöhe. Weitere Nachbarorte sind Oberbergscheid, Fahn, Ellersbach, Kepplermühle, Müllemich und Vellingen.

## Geschichte
Bergscheid wurde 1475 das erste Mal urkundlich als berschoß erwähnt, 1484 änderte sich der Name nach berenschoß.
1830 hatte Bergscheid 107 Einwohner.
Aufgrund § 10 und § 14 des Köln-Gesetzes wurde 1975 die Gemeinde Hohkeppel aufgelöst und umfangreiche Teile in Lindlar eingemeindet. Darunter auch Unterbergscheid.

## Busverbindungen
Nächste Haltestelle in Oberbergscheid

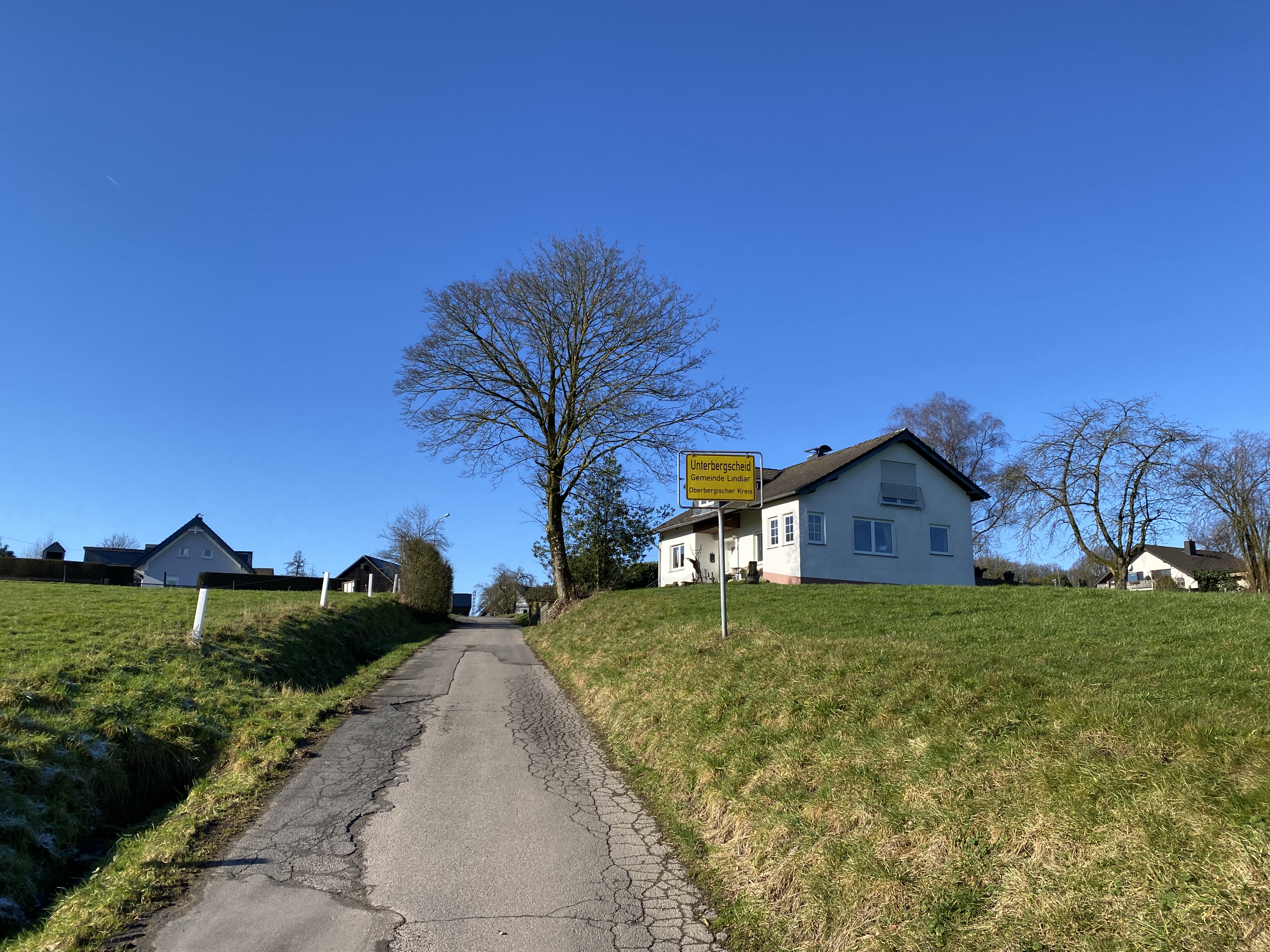
südl. Ortseingang Unterbergscheid
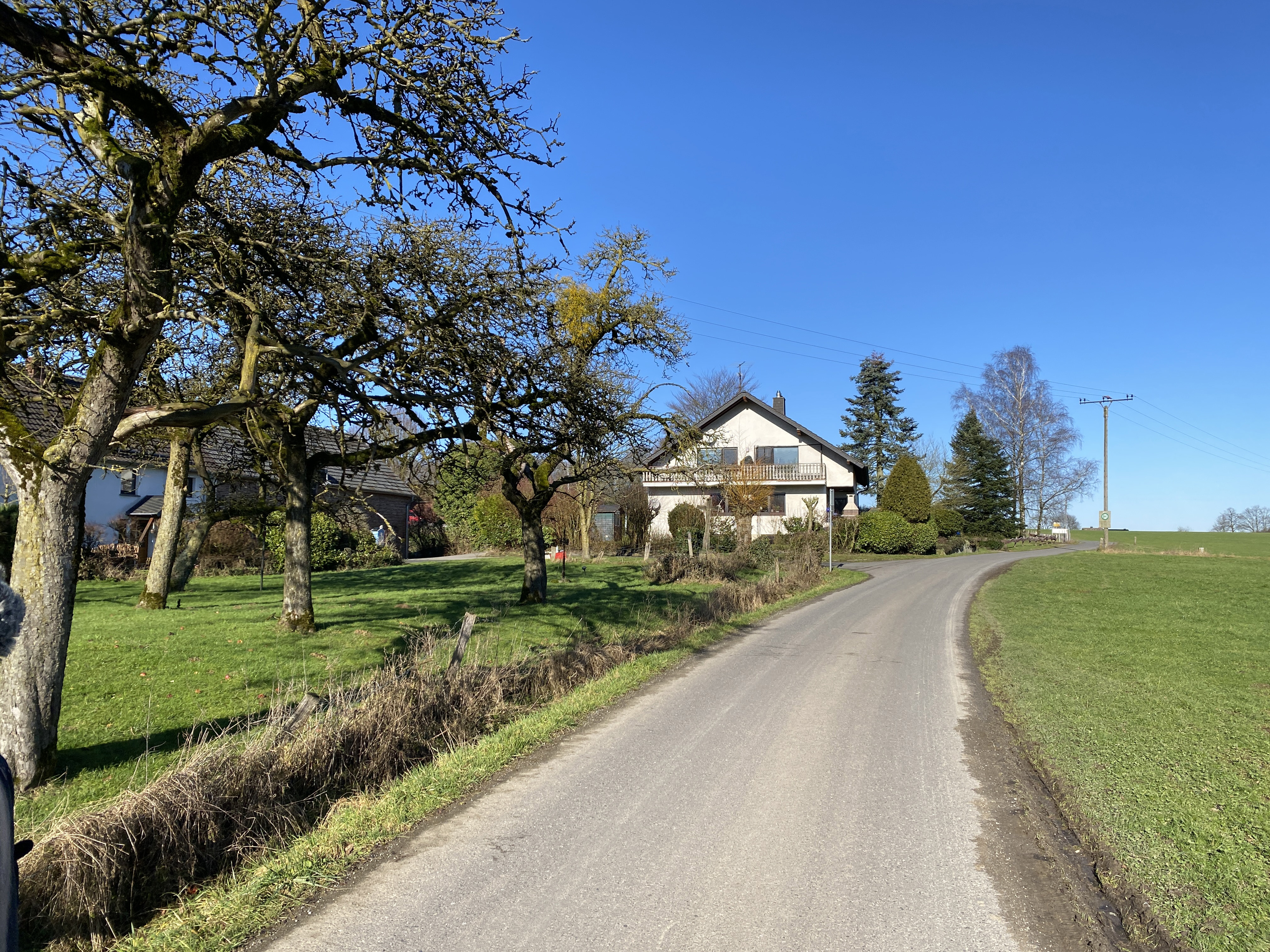
Streuobstwiese in Unterbergscheid
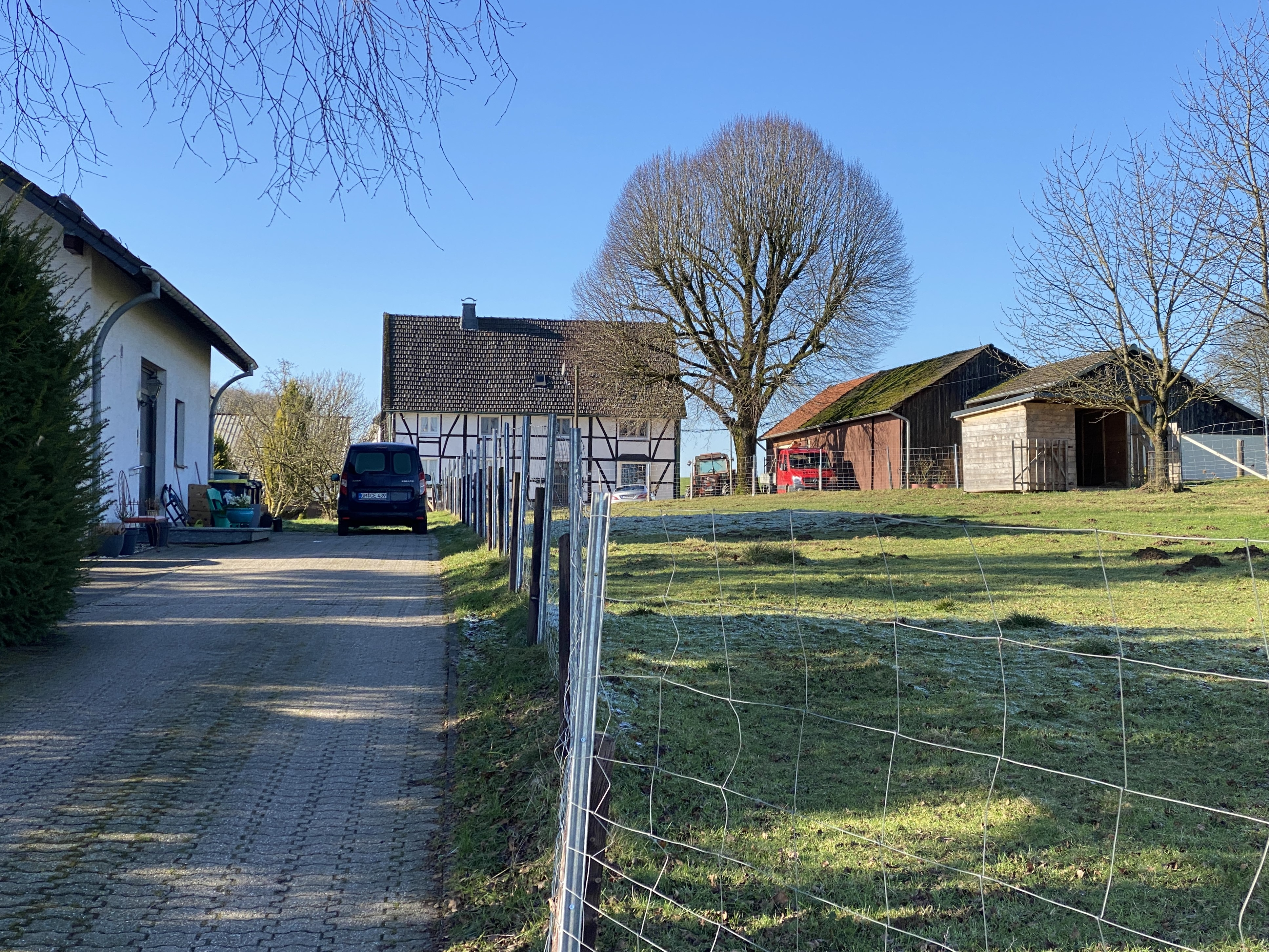
Hof in Unterbergscheid